# 丁子香亭
丁子香亭是一种有机化合物，化学式C12H12O4，属于色原酮衍生物，存在于丁子香（Syzygium aromaticum）等植物中，柱孢属（Cylindrocarpon）真菌中也有分布。